# Имру-ль-Кайс III
Имру-ль-Кайс III ибн ан-Нуман (ум. ок. 512/513) — царь (малик) государства Лахмидов в 505/506—512/513 годах, сын царя ан-Нумана II, отец царя аль-Мунзира III. Присутствует не во всех известных списках лахмидских царей.

## Происхождение и приход к власти
Имру-ль-Кайс III был назначен царём Лахмидского государства в конце ирано-византийской войны 502—506 годов. Приход Имру-ль-Кайса III к власти описывает Хамза аль-Исфахани: «Затем царём сделали сына ан-Нумана Кривого по имени Имру-ль-Кайс ибн ан-Нуман». Нужно заметить, что в этом сообщении аль-Исфахани ошибочно называет Имру-ль-Кайса сыном ан-Нумана I Кривого, в то время как его отцом был ан-Нуман II. Автор не уточняет, кто именно сделал Имру-ль-Кайса царём, однако очевидно, что назначение нового царя Лахмидов не могло произойти без соответствующего волеизъявления сасанидского шаханшаха, в данном случае — Кавада I.
Судя по всему, с окончанием войны у шаханшаха отпала необходимость в военном управлении землями Лахмидов, для осуществления которого он после гибели ан-Нумана II назначил туда правителем своего полководца Абу Яфура аз-Зумайли, и Кавад вернул власть законному престолонаследнику Имру-ль-Кайсу III. Назначение царём Имру-ль-Кайса, вероятно, было принято не всеми представителями лахмидской знати. Длительное отсутствие в аль-Хире ан-Нумана II, находившегося в армии Кавада, и трёхлетнее правление Абу Яфура, возможно, существенно усилили раскол и противостояние в среде лахмидской знати, часть которой хотела видеть на престоле своего кандидата и не признала утверждение царём Имру-ль-Кайса. Вероятно, именно по этой причине имя Имру-ль-Кайса III отсутствует в «Книге хирцев», содержащей наиболее ранний список лахмидских царей. Поскольку достоверно известно, что ан-Нуман II погиб в августе 503 года, а Абу Яфур правил три года, приход к власти Имру-ль-Кайса III, очевидно, имел место между августом 505 и июнем 506 годами.

## Правление
Имру-ль-Кайс III появляется в списках лахмидских царей только у аль-Хорезми и аль-Исфахани. Тот факт, что Хамза аль-Исфахани не называет имя матери Имру-ль-Кайса III, в отличие от матерей других лахмидских царей, может свидетельствовать о том, что Имру-ль-Кайс III отсутствует в списке царей Лахмидов и их матерей, содержавшемся в «Книге хирцев», ставшей известной мусульманским авторам благодаря трудам Хишама ибн аль-Кальби. Если же этот царь не упоминается в «Книге хирцев», значит, сведения о нём в царских списках аль-Хорезми и аль-Исфахани являются позднейшими вставками, основанными на иных источниках. В пользу существования Имру-ль-Кайса III свидетельствует также и то, что все средневековые мусульманские историки (кроме аль-Масуди) называют отцом следующего лахмидского царя, аль-Мунзира III, именно Имру-ль-Кайс, хотя и умалчивают при этом о деде аль-Мунзира.
Согласно аль-Исфахани, Имру-ль-Кайс III царствовал в течение семи лет. Сохранившиеся известия о его правлении можно условно разделить на две группы. Первая касается того, что Имру-ль-Кайс воздвиг крепость ас-Синнин, о чём повествуют аль-Хорезми и Хамза аль-Исфахани. В своём географическом справочнике Якут аль-Хамави упоминает ас-Синнин (al-Ṣinnīn) как селение недалеко от Куфы, бывшее одним из обиталищ аль-Мунзира (очевидно, имея ввиду аль-Мунзира III).
Другая группа сведений касается длительной вражды Имру-ль-Кайса с племенем Бакр Ибн Уайль — бакритами, о которой рассказывает Хамза аль-Исфахани (при этом путая в некоторых местах Имру-ль-Кайса III и Имру-ль-Кайсом II). Причиной вражды стало то, что бакриты, ранее бывшие вассалами Лахмидов, вступили в союз с киндитами. Имру-ль-Кайс регулярно нападал на анданитские племена Рабиа, причиняя им значительный урон. Во время одного из таких набегов Имру-ль-Кайс захватил в плен красавицу Мауию по прозванию Ма ас-Сама («Небесная вода»), позднее родившую ему сына аль-Мунзира III. Во время другого набега Имру-ль-Кайс был разбит бакритами и сам попал в плен, из которого освободился за большой выкуп.
Похожий рассказ приводит Абу-ль-Бака аль-Хилли, который повествует, что Имру-ль-Кайс ибн ан-Нуман ибн Имру-ль-Кайс (здесь опять отцом Имру-ль-Кайса ошибочно называется ан-Нуман I) постоянно воевал с бакритами и однажды захватил среди других пленных Мауию «Небесную воду». Её муж прибыл к Имру-ль-Кайсу и после переговоров лахмидский царь отпустил пленников, однако Мауию оставил у себя. В другом фрагменте аль-Хилли рассказывает как Имру-ль-Кайс (также ошибочно отождествляемый им с Имру-ль-Кайсом II) в одном из походов был разбит бакритами, которые взяли его в плен и захватили его богатства. Имру-ль-Кайсу удалось освободиться, только уплатив выкуп в шестьдесят верблюдов, за которыми он сам ездил в Хиру.
Имру-ль-Кайс III умер после семилетнего правления в 512 или 513 году, ему наследовал его сын аль-Мунзир III «Сын Небесной воды».